# Arcadia (korporacja)
Konwent Arcadia w Krakowie, w skrócie Arcadia – korporacja akademicka założona w 1924 roku w Krakowie.

## Historia

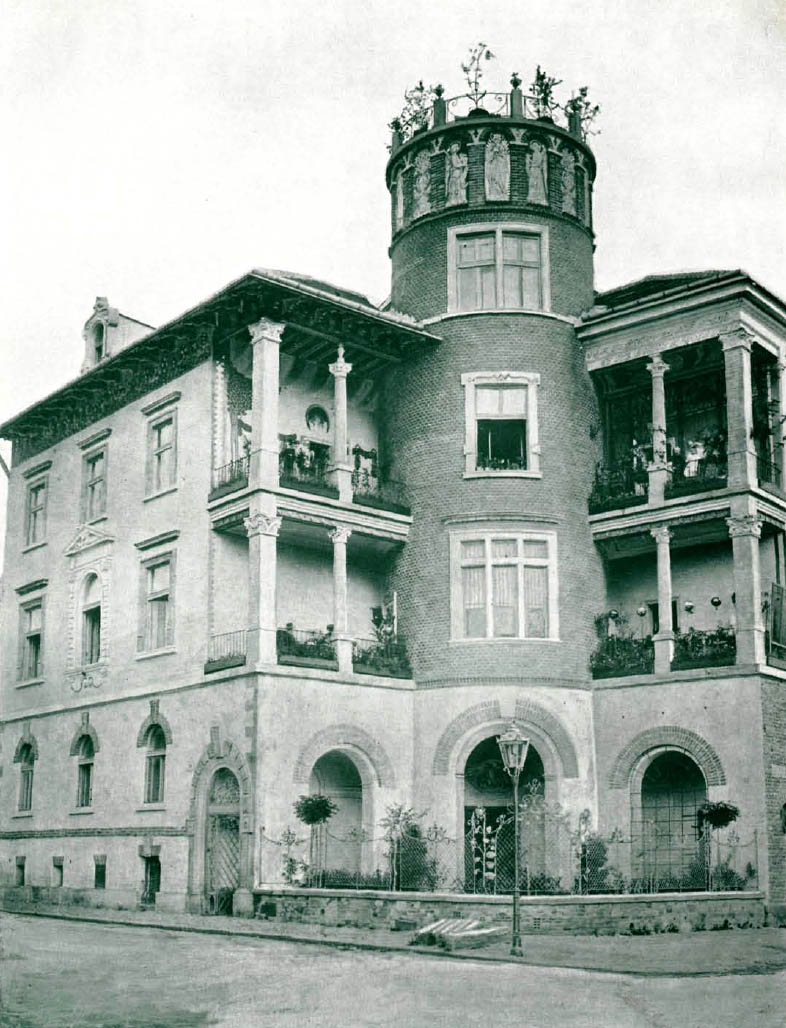
Pierwsza siedziba Arcadii przy ówczesnej ul. Wolskiej w Krakowie

Korporacja Arcadia została zawiązana 4 grudnia 1924 roku w Krakowie, jej założycielami byli: studenci Uniwersytetu Jagiellońskiego: Wydziału Filozoficznego Włodzimierz Długoszewski, Wydziału Prawa Mieczysław Boczar, Jakub Merunowicz i Jerzy Stolfa oraz Wydziału Rolniczego Władysław Prus-Bugayski i Erwin Fieber. Znaleźli oni poparcie u Walerego Goetla, który został członkiem honorowym tej korporacji. K! Arcadia została aktywowana jako córka korporacyjna Corolli i zarejestrowana przy Uniwersytecie Jagiellońskim.
Kuratorem Arcadii z ramienia uniwersyteckiego Senatu w 1931 r. był prof. Walery Goetel, a siedziba mieściła się przy ul. Wolskiej 40 (III piętro).
Całkowita ustalona, choć niekompletna, imienna lista członków z okresu przedwojennego obejmuje 104 nazwiska, w tym 12 członków honorowych. W 1938 r. liczyła 78 członków, w tym 8 członków honorowych.
Korporacja jako organizacja nie mogła legalnie funkcjonować w okresie PRL-u. Powojenna działalność ograniczała się głównie do nieformalnych spotkań członków tej, jak i innych krakowskich korporacji, które odbywały się w głównie w Klubie Technika przy ul. Straszewskiego. W 1984 r. sztandar, dekle, bandy oraz pamiątkowy album z fotografiami ważniejszych uroczystości korporacyjnych Seniorzy Arcadii: prof. Jan Pachoński oraz Kazimierz Kisielewski przekazali do zbiorów Muzeum Uniwersytetu Jagiellońskiego. W latach 2004–2005 trwały w Krakowie starania nad reaktywacją korporacji oraz ponownie cztery lata później, reaktywowana w 2010 roku korporacja zawiesiła aktywną działalność. W 94-tą rocznicę założenia w 2018 roku Konwent Arcadia po raz kolejny wznowił swoją działalność w Krakowie.

## Insygnia i odznaki

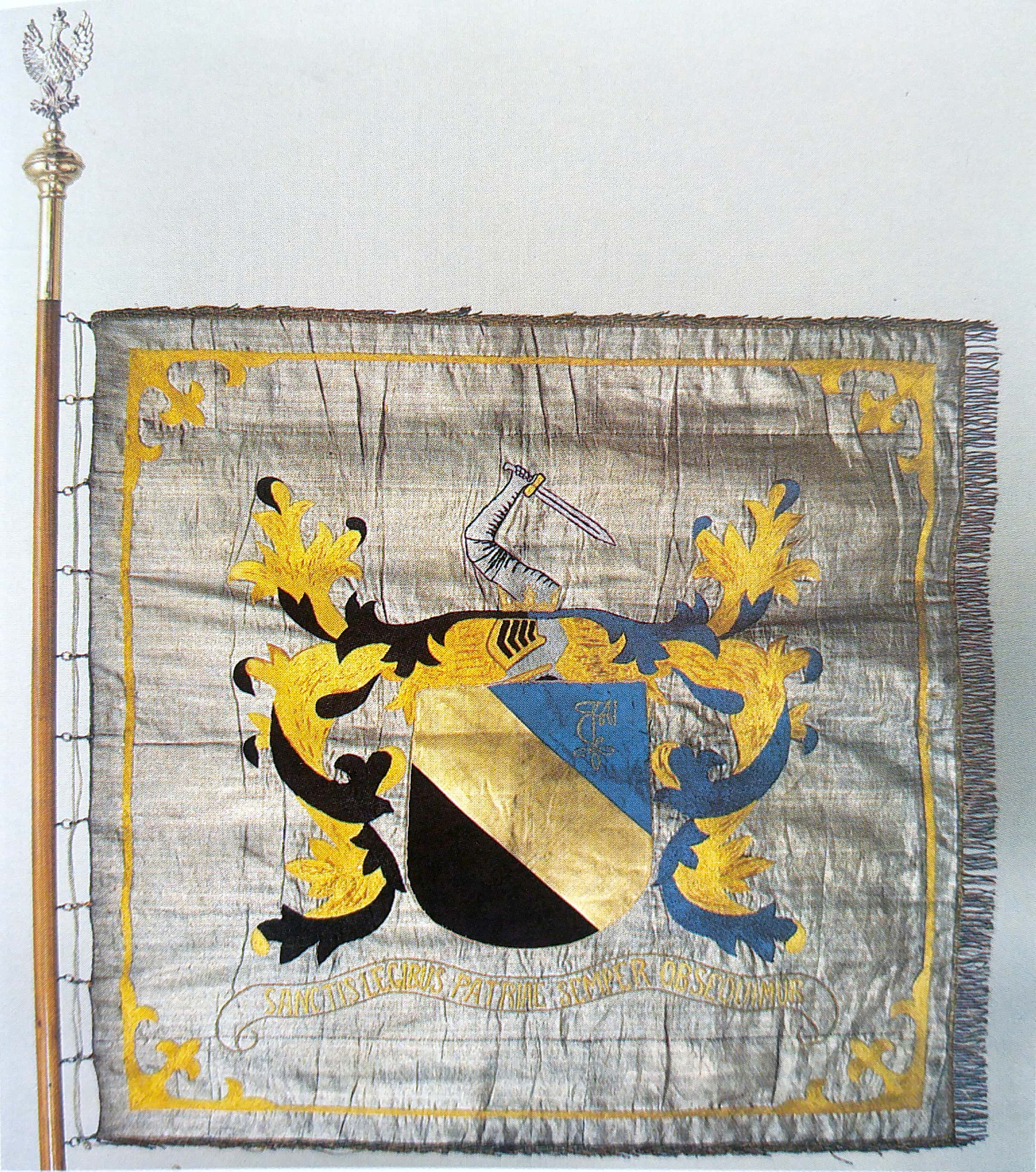
Przedwojenny sztandar korporacji akademickiej Arcadia z Krakowa

Barwy Arcadii to błękitny, złoty i czarny. Oznaczają kolejno pogodę ducha i braterstwo, rycerskość oraz karność i poszanowanie prawa. Istnieją dwa warianty herbu Arcadii: podstawowy, projektu Tadeusza Przypkowskiego, trójdzielny w skos w barwach korporacji i cyrklem oraz rozbudowany, czterodzielny w krzyż z polem sercowym, na który składają się m.in. herb Uniwersytetu Jagiellońskiego oraz herb Krakowa.
Banda, zakładana przez prawe ramię, barwiarzom i filistrom przysługuje w barwach korporacji, natomiast branderzy noszą bandę dwubarwną, błękitno-czarną a fuksy czarną. Korporacja jest przedstawicielką tzw. modelu dorpackiego, a barwiarzem określa się pełnoprawnego członka korporacji.
W statucie Arcadii z 1937 roku formę dekla określono w sposób następujący (§ 7 pkt a): czapka błękitna w formie dekla ze złotym wyszyciem na wierzchu, na które składają się cyrkiel oraz otaczające go cztery litery A i cztery litery C. /Arcadia Cracovia/, światło dekla jest oszyte cienkim złotym sznureczkiem. Barwiarze mają na otoku dwie barwy: złotą i czarną, równej szerokości, branderzy czarną, ze srebrnym sznurkiem.
Dewiza Korporacji to Sanctis legibus Patriae semper obsequimur („Zawsze posłuszni świętym prawom Ojczyzny”). Arcadia była otwarta na różne przekonania polityczne i społeczne swoich członków, ale obowiązywał tzw. paragraf arkoński, czyli zakaz należenia jej czynnych członków do stowarzyszeń politycznych. Definiowała się jako stowarzyszenie ideowo-wychowawcze, a kwestia religijne i polityczne były z działalności stowarzyszenia wykluczone.

## Kartele
Arkadia zawarła dwa kartele, czyli akty przyjaźni podpisywanych między korporacjami. Korporacjami skartelowanymi z Arkadią są lub były:
- Corolla (powstała w 1923 r. w Krakowie) kartel wieczysty podpisano w 1932 r.
- Kujawja (od 1923 roku w Cieszynie) kartel podpisano w 1929 r., wygasł przed 1939 rokiem.

## Siedziby
W kolejności chronologicznej:
- Ul. Wolska 40 (Dom W. Ekielskiego III piętro, pokój w narożnej wieży)
- Rynek 14 (Kamienica Morsztynowska, III piętro)
- Ul. Karmelicka 36 (parter – wspólnie z K! Corolla)

## Członkowie honorowi (wybór)
- Walery Goetel
- Marian Heitzman
- Henryk Pachoński
- Józef Windakiewicz

## Członkowie zwyczajni (wybór)
- Andrzej Battaglia, inżynier, profesor AGH
- Mieczysław Boczar, publicysta i krytyk literacki
- Jan Ekielski, architekt, syn Władysława Ekielskiego
- Stanisław Janicki, farmaceuta, profesor
- Jan Ogłódek, architekt
- Jan Pachoński, historyk wojskowości XVIII-XIX wieku
- Zbigniew Pachoński, współzałożyciel Towarzystwa Polsko-Szkockiego
- Adam Szostkiewicz, zootechnik polski, profesor
- Tadeusz Zawadzki, historyk starożytności